# Belvosiella funditor
Belvosiella funditor là một loài ruồi trong họ Tachinidae.